# Sculture nella città

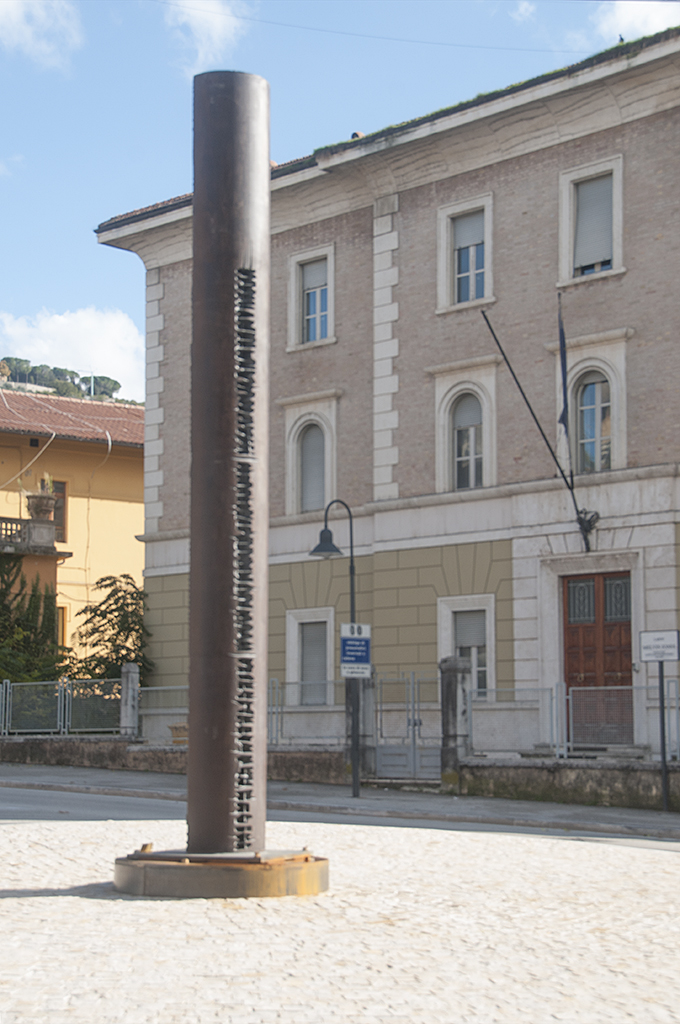
Colonna del viaggiatore di Arnaldo Pomodoro

(Pietro Consagra, Vita mia, Milano, Feltrinelli, ed. 1980)

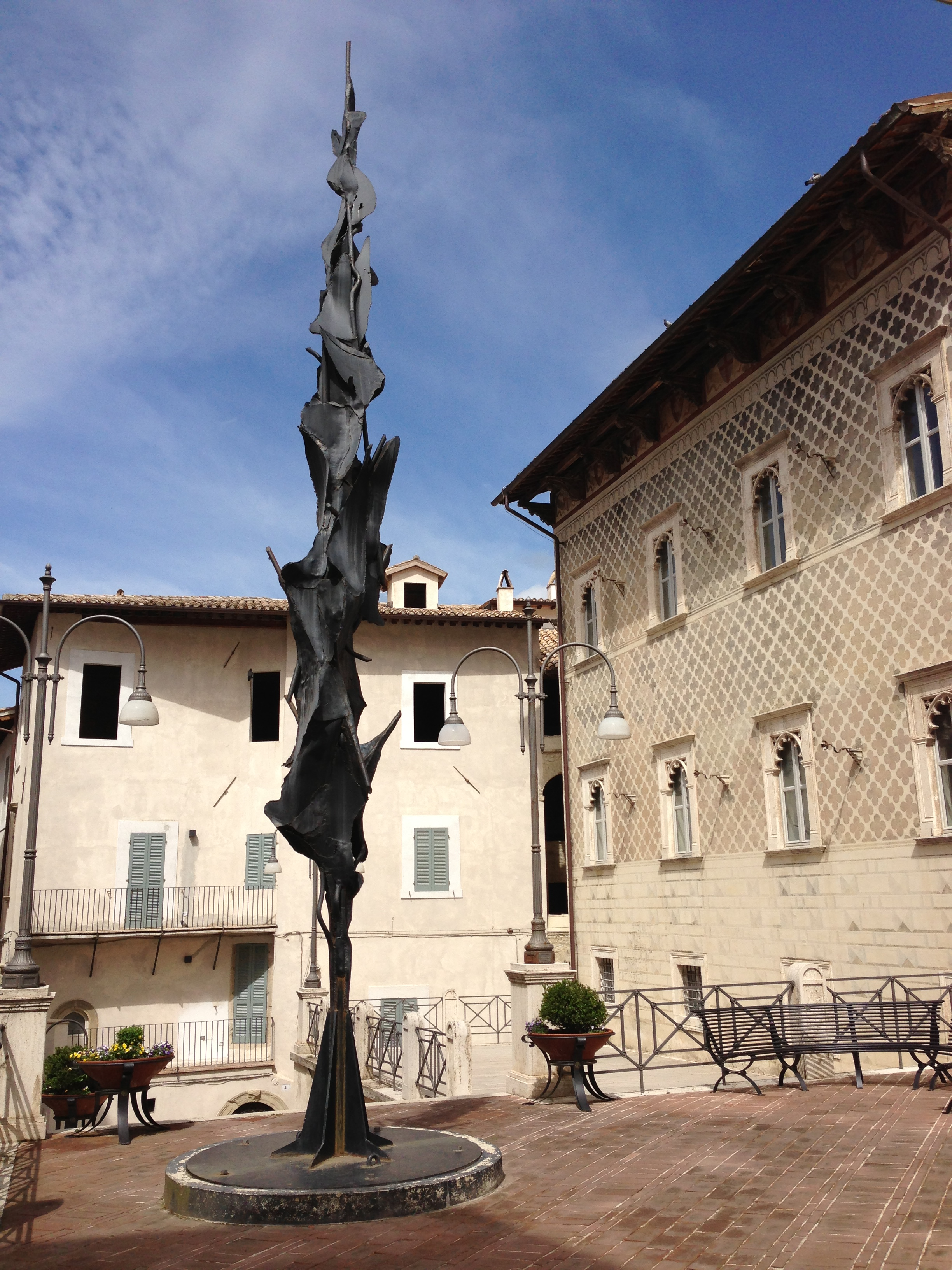
Piazza del Comune di Spoleto, con la scultura Spoleto 1962 di Nino Franchina

Sculture nella città è stata una mostra/allestimento a cielo aperto che ha visto la città di Spoleto trasformata in "Città Museo" nell'estate del 1962, nell'ambito della V edizione del Festival dei Due Mondi. Costituisce uno degli episodi più salienti della scultura internazionale del XX secolo.

## Ideazione e progetto
Il direttore artistico delle Arti Visive del Festival dei Due Mondi, Giovanni Carandente, chiede ad alcuni artisti contemporanei di creare delle opere da esporre in città, en plein air, e di donarle poi a Spoleto. L'iniziativa, avallata con entusiasmo da Gian Carlo Menotti, ma con non poca preoccupazione in merito alla copertura finanziaria, viene intitolata Sculture nella città.
Maestri del dopoguerra espongono negli spazi esterni, in modo da coniugare la bellezza antica e quella moderna. Nel pieno rispetto per il patrimonio storico e artistico della città, le opere di 53 tra i più noti scultori del XX secolo vengono collocate nelle strade, tra le case, nei giardini, nelle piazze, nei vicoli, lungo le pendici della Rocca Albornoziana; in totale 104 sculture di artisti di tutto il mondo appaiono ovunque. Ogni scultura è posta in un luogo adatto, che deve saperla comprendere e valorizzare.
È il primo evento globale che relaziona una città ad alto valore storico con opere contemporanee. Spoleto con i suoi spazi e scorci, diventa museo e l'arte, non più sistemata e racchiusa in quattro mura, vive laddove si svolge la vita di ogni giorno, è alla portata di tutti, esperti e no, e può essere toccata oltre che vista. Importante, per la riuscita dell'impresa, è la collaborazione dell'architetto Alberto Zanmatti che disegna tutte le basi per le sculture. 
Giovanni Carandente così parla dell'evento: 
(Giovanni Carandente, Una città piena di sculture, Electa 1992)
Per l'occasione Carandente invita il fotografo Ugo Mulas a ritrarre gli artisti, durante il lavoro nelle officine, e le opere nelle diverse collocazioni. Mulas coglie il singolare aspetto che le vie di Spoleto assumono: la gente intenta alle occupazioni di sempre e sullo sfondo le immobili presenze delle sculture. Grazie a lui l'avvenimento gode di un'ingente documentazione fotografica, in parte pubblicata trent'anni dopo dallo stesso Carandente nel volume Una città piena di Sculture (1992) e quarantacinque anni dopo in Sculture nella città. Spoleto 1962 (2007). Nasce così uno dei complessi fotografici più importanti della storia dell’arte moderna.
L'Italsider, la maggiore industria siderurgica italiana di allora, mette a disposizione le proprie officine, da Bagnoli a Piombino, da Lovere a Cornigliano, da Savona a Voltri, perché, seguendo i più normali metodi operativi in atto al loro interno, dieci fra gli scultori invitati vi costruiscano, con i materiali delle officine e con l'aiuto degli operai, le sculture monumentali per la città. La rivista aziendale dell'Italsider contribuisce all'iniziativa con propri servizi fotografici.
L'esperimento viene definito "leggendario" dalla stampa internazionale.
Le fotografie vengono pubblicate sulla stampa di tutte le lingue, perfino araba. Il successo è tale che, nelle settimane successive al termine del Festival, le sculture presenti riescono ancora a destare l'interesse del pubblico e della stampa, e sono numerose le troupe cinematografiche provenienti da tutto il mondo pronte a immortalare l'evento.
Solo alcune sculture rimangono patrimonio della città di Spoleto, le altre vengono smontate e riconsegnate agli autori.
Nel periodo settembre-dicembre 2015, dopo 53 anni, la Fondazione Pomodoro ricorda Sculture nella città e celebra Giovanni Carandente con una mostra intitolata "Tutto è felice nella vita dell'arte". Negli spazi milanesi della fondazione vengono esposte fotografie di Ugo Mulas, bozzetti e modelli delle opere che vennero effettivamente collocate a Spoleto.

## Gli artisti presenti e le opere
- Kenneth Armitage
  - Two linked figures, 1949, bronzo.  http://images.artnet.com/artwork_images_424475681_675433_kenneth-armitage.jpg[collegamento interrotto]
  - Girl without a face, 1958-59, bronzo.  Foto Archiviato il 5 marzo 2016 in Internet Archive.
- Hans Arp
  - Apparat d'une danse, 1962, bronzo Foto
- Kengiro Azuma
  - Mu, 1962, gesso patinato
- André Bloc
  - Double Superposition, 1958, ferro polito
  - Sculpture Fontaine, 1962, rame, ottone e metallo bianco
- Alexander Calder,  Calder, foto di Ugo Mulas
  - La Veuve Noire, 1959, ferro.  Foto
  - Teodelapio (Stabile), 1962, ferro.  Foto di Ugo Mulas
- Eugenio Carmi
  - Rilievo, 1962, acciaio inossidabile Foto di Ugo Mulas
- Lynn Chadwick
  - Stranger III, 1959, bronzo.  http://www.spoletonline.com/pic/fotoxgallery/Foto%20gallery%20varie/OperaPrima.jpg[collegamento interrotto]
  - Two winged figures, 1962, ferro Foto Archiviato il 4 marzo 2016 in Internet Archive.
- Eduardo Chillida
  - Oyarak, 1956, ferro
  - Beguirari, 1956, ferro
- Ettore Colla
  - Rilievo, 1959, ferro
  - Esagramma, 1962, ferro
  - La grande spirale, 1962, ferro.  Foto di Ugo Mulas Foto del 2012 Archiviato il 24 marzo 2014 in Internet Archive.[7]
- Pietro Consagra
  - Colloquio col vento, 1962, acciaio Foto[8]
  - Colloquio spoletino o Colloquio con il demonio, 1962, acciaio Foto
- Costas Coulentianos
  - Mani, 1962, ferro e argentone
- Harold B. Cousins
  - Orphèe, 1962, ferro Foto[collegamento interrotto]
- Wessel Couzijn
  - Passion enchaînée, 1962, bronzo
- Dušan Džamonja
  - Scultura metallica, 1962
- Kosso Eloul
  - Scultura, 1962, travertino
- Herbert Ferber
  - Calligraph with cluster, 1961, bronzo
- Lucio Fontana
  - Virginia, 1961, bronzo polito
- Nino Franchina
  - Spoleto 1962, 1962, ferro e acciaio Foto di Ugo Mulas
  - Lo stregone, ferro Foto
  - Cancello, 1962, ferro http://lnx.whipart.it/imagesart9/1342957718-Nino%20_Franchina_Cancello.jpg[collegamento interrotto]
- Franco Garelli
  - Oggi sposi, 1962, ferro e legno
- Quinto Ghermandi
  - L'albero della paura, 1959, bronzo
  - L'eclisse, 1962, bronzo
- Émile Gilioli
  - L'ange, 1962, bronzo polito Foto
- Shamai Haber
  - Scultura, 1962, pietra
- Otto Herbert Hajek
  - Raumknoten, 125, 1959, bronzo
- Rudolf Hoflehner
  - Condition méditative, 1959-60, bronzo
- Robert Jacobsen
  - Sculpture polychrome, 1960, ferro
- Berto Lardera
  - Rythme héroique, n. 1, 1952-53, ferro
- Henri Laurens
  - Le grand Amphion, 1953-54, bronzo Foto
- Leoncillo Leonardi
  - Le affinità patetiche, 1961, grès bianco Foto[collegamento interrotto]
- Jacques Lipchitz
  - Sacrifice, 1948, bronzo Foto
- Seymour Lipton
  - Codex, 1961, nichel e altri metalli Foto

- Carlo Lorenzetti
  - Spoleto 1962, 1962, ferro
- Giacomo Manzù
  - Pattinatrice, 1958, bronzo
  - Cardinale, 1959, bronzo Foto
  - La grande chiave, 1959, bronzo Foto
- Marino Marini
  - Pomona, 1949, bronzo Foto
  - Cavallo e Cavaliere, 1956-57, bronzo Foto
  - Il guerriero, 1959-60, bronzo Foto[collegamento interrotto]
- Étienne Martin
  - Booz, 1953, bronzo
- Umberto Mastroianni
  - Hiroshima, 1960, bronzo http://lnx.whipart.it/imagesart9/1342957718-Umberto_Mastroianni_Hiroshima_Foto_Virgilio_Massani_1962_Spoleto.jpg[collegamento interrotto]
  - Il sole, 1961-62, bronzo
  - Invasione, 1962, bronzo
- Luciano Minguzzi
  - Pas-de-quatre, 1958, bronzo e ferro Foto
- Mirko
  - Totem, 1961, bronzo
  - Motivo dentato, 1961, bronzo
- Henry Moore
  - Glenkiln Cross, 1955-56, bronzo Foto
  - Reclining Figure, 1957, bronzo Foto
- Eduardo Paolozzi
  - Frog, 1958, bronzo Foto Archiviato il 13 marzo 2016 in Internet Archive.
  - Figure, 1958-59, bronzo
- Alicia Penalba
  - Homenaje a Vallejo, 1962, bronzo Foto
- Beverly Pepper
  - The gift of Icarus, 1962, acciaio inossidabile e ferro Foto
  - Sculpture, 1962, ferro e acciaio
  - Mobile, 1962, ferro e acciaio
- Augusto Perez
  - Il Re, 1959, bronzo
- Arnaldo Pomodoro
  - La colonna del viaggiatore, 1962, acciaio Foto Archiviato il 4 marzo 2016 in Internet Archive.
  - Scultura, 1962, ferro
- Germaine Richier
  - Don Quichotte de la forêt, 1951, bronzo Foto Archiviato l'11 marzo 2014 in Internet Archive.
  - Le Roi, 1962, bronzo
  - La Reine, 1962, bronzo
- James Rosati
  - Delphi, III, 1960-61, bronzo Foto
- Jason Seley
  - Baroque portrait, n. 3, 1961, paraurti di automobile e acciaio
- Pablo Serrano
  - Bóvedas para el hombre, 1962, bronzo
- David Smith,   Foto di Ugo Mulas
  - Cubi, IX, 1961, acciaio Foto
  - Da Voltri I a Voltri XXII, 1962, acciaio inossidabile Foto: Voltri II, Voltri V, Voltri VI, Voltri VII, Archiviato il 5 marzo 2016 in Internet Archive., Voltri XII, Archiviato l'8 giugno 2013 in Internet Archive., Voltri XIV, Voltri XV, Voltri XVI, Voltri XVII,  Voltri XVIII, Archiviato il 4 marzo 2016 in Internet Archive., Voltri XXI[collegamento interrotto]
  - Large Circle, 1962, acciaio  Foto
  - Compass Circle, 1962, acciaio
  - Untitled, 1962, acciaio  Foto[9]
- Francesco Somaini
  - Ferito III. Addio, 1960, ferro
  - La punta, 1962, ferro
- Drago Tršar
  - Manifestacije, 1960, bronzo
- Alberto Viani
  - Scultura, 1958, bronzo polito
- Fritz Wotruba
  - Liegende Figur, 1960, pietra calcarea
  - Figura, 1961, bronzo
- Ossip Zadkine
  - Orphée, 1949, gesso patinato Foto Archiviato il 4 marzo 2016 in Internet Archive.
  - Arlequin hurlant, 1956, gesso patinato Foto
  - La poétesse, 1962, bronzo Foto

## Opere donate a Spoleto

### La Colonna del viaggiatoredi Arnaldo Pomodoro
La Colonna del viaggiatore segna il passaggio di Pomodoro alla scultura volumetrica. Alta 6 metri con 60 cm di diametro, realizzata in acciaio, è la prima opera di grande mole realizzata dallo scultore. Conclusa la mostra del 1962, l'opera viene generosamente donata alla città dall'artista, il quale riceverà poi un numero crescente di commesse, tanto che oggi le sue sculture di grande mole si ergono in diverse città del mondo, quali Roma, New York, Tokio, Mosca e Los Angeles.
Posta originariamente all'incrocio tra via Flaminia e viale Trento e Trieste, è stata rimossa per un lungo periodo. È stata di nuovo collocata nello stesso luogo nel luglio del 2014.

### Colloquio spoletinodi Pietro Consagra
Pietro Consagra realizza due opere per Spoleto: 
- Colloquio col vento, collocata in piazza del Mercato; oggi si trova al Houston Museum of Fine Arts, in Texas.
- Colloquio Spoletino, (chiamato anche Colloquio col demonio), originariamente collocata in cima alla gradinata di via Salara vecchia e donata alla città a fine mostra. A lungo conservata nell'atrio del Museo Carandente, Palazzo Collicola - Arti visive, al riparo dalle intemperie, è tornata in via Salara vecchia nel gennaio del 2015. Ambedue le opere fanno parte del primo periodo artistico dell'autore (I Colloqui, appunto) che va dal 1952 al 1963.

### Spoleto 1962di Nino Franchina
L'artista siciliano Nino Franchina per l'occasione realizza tre opere: 
- Lo Stregone, oggi alla Galleria d'Arte Moderna di Torino.
- Cancello, che tuttora si può ammirare all'ingresso della casa spoletina di Giovanni Carandente in via del Duomo http://lnx.whipart.it/imagesart9/1342957718-Nino%20_Franchina_Cancello.jpg[collegamento interrotto]
- Spoleto '62, alta circa 12 metri, nella quale è evidente quell'estensione verso l'alto e quella tensione che caratterizzano gran parte delle opere di Franchina. Ha mantenuto nel tempo la collocazione originaria davanti al Palazzo Comunale.

### Stranger IIIdi Lynn Chadwick

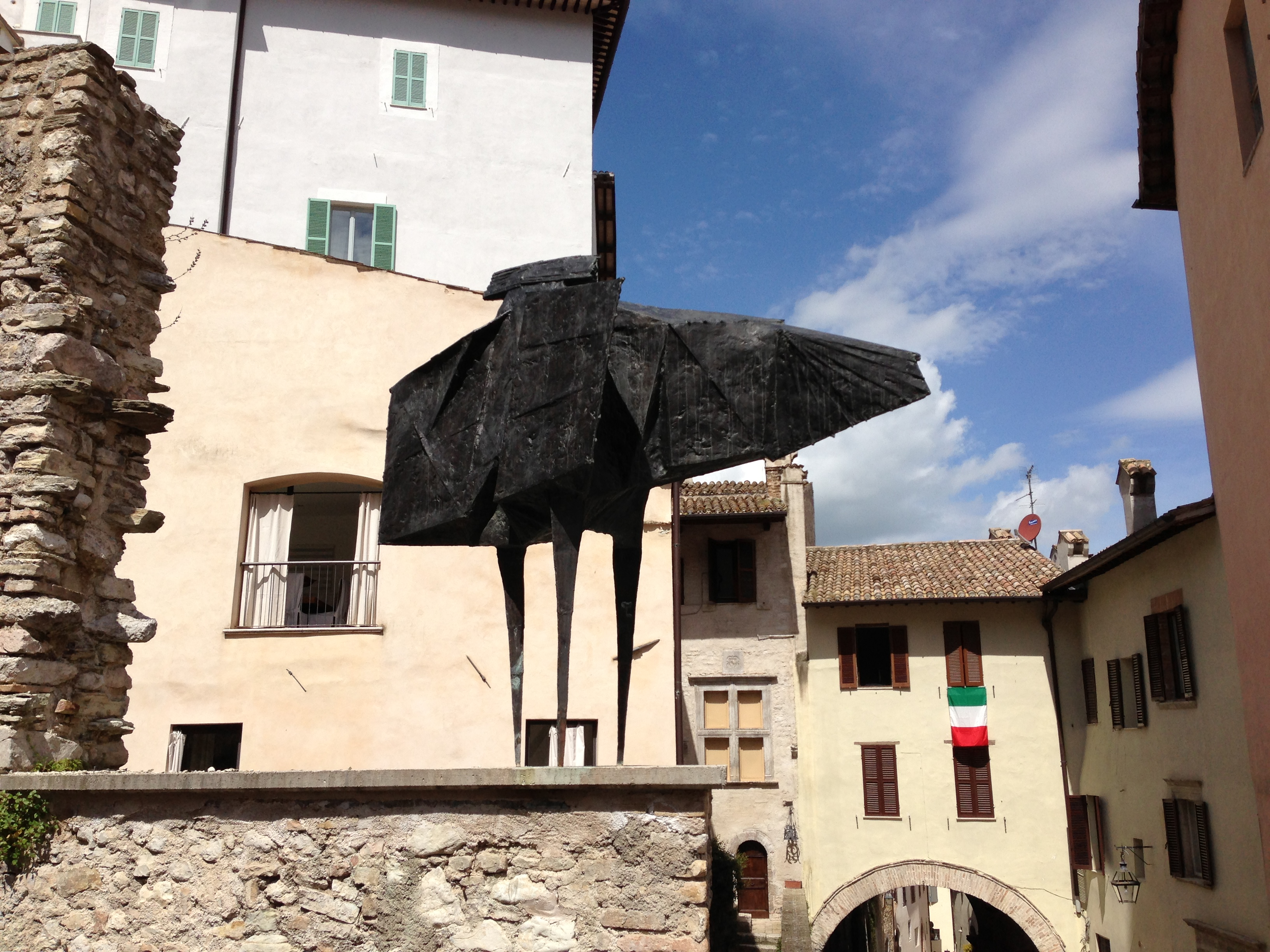
Via dell'Arringo, Spoleto. Scultura Stranger III di Lynn Chadwick

Lo scultore inglese invia Stranger III, un bronzo del 1959 che regala a Carandente. Accetta poi che questi ne faccia dono alla città e, ritenendo la collocazione particolarmente felice e suggestiva, concorda di lasciarla per sempre dove ancora si trova, al termine della scalinata, (via dell'Arringo) che conduce in piazza del Duomo. L'opera, appartenente ad una nutrita serie dallo stesso titolo, si ispira a forme antropomorfe. L'artista invia anche un disegno per la base. Dopo un lungo restauro, nel 2007 torna ad elevarsi sul muro prospiciente la piazza del Duomo.
Chadwick espone anche Two winged figures, composta da due forme in ferro dipinto, una nera e una gialla, realizzate nelle officine di Cornigliano.

### Il dono di Icarodi Beverly Pepper

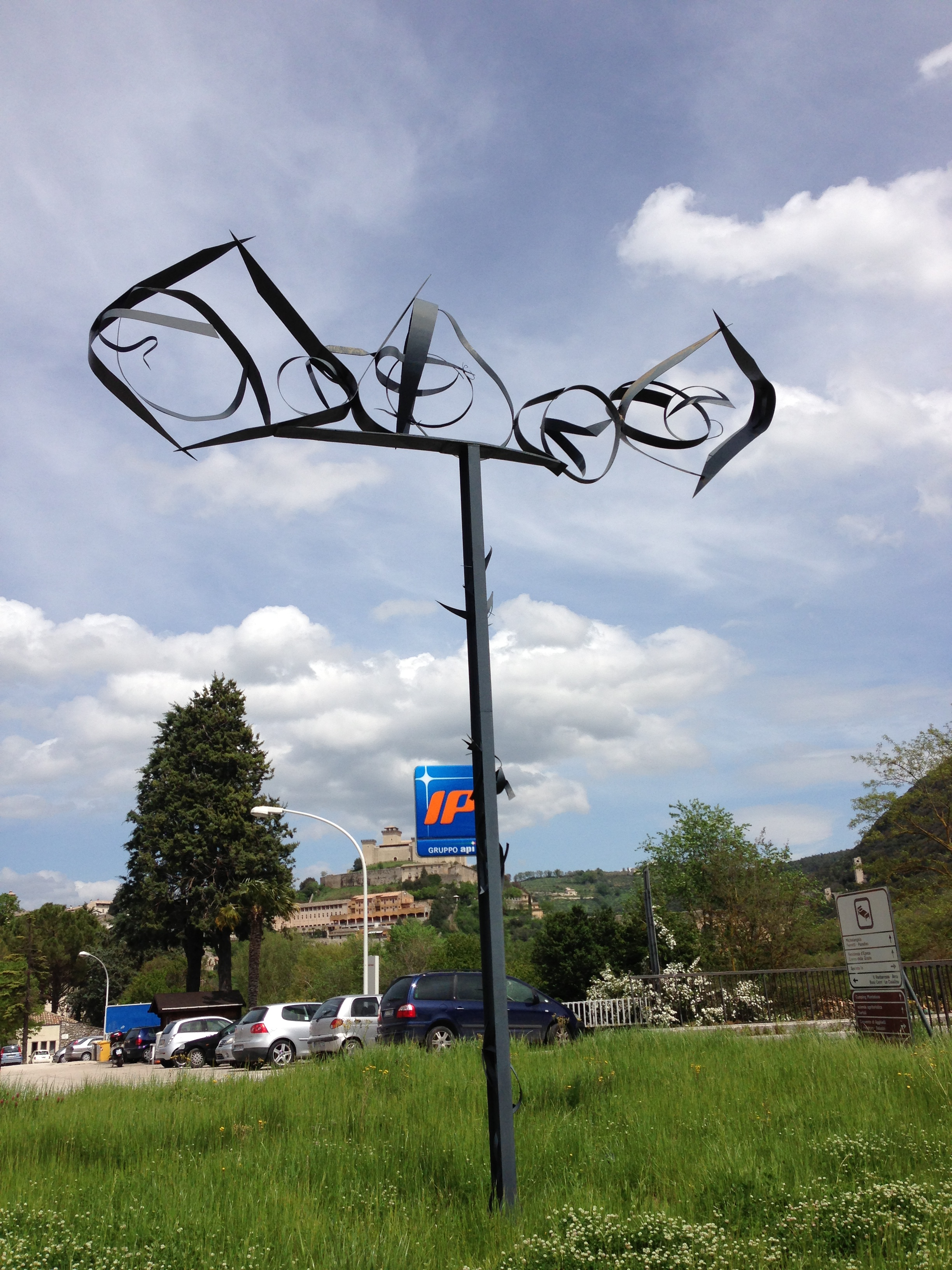
Piazzale Roma, Spoleto. Scultura: Il dono di Icaro di Beverly Pepper

L'opera, in ferro e acciaio, viene progettata nel 1962 dall'artista americana Beverly Pepper, la quale per la prima volta si cimenta nell'arte della scultura presso le officine Italsider di Piombino. Realizza altre due opere quali Sculture (Nature in iron) e Mobile (Leda).
Il dono di Icaro è collocata ancora oggi nel luogo per il quale è stata creata, presso l'ingresso sud della città, sul prato antistante la Chiesa di San Rocco. Evoca un volo nel cielo quale anelito di libertà e di elevazione delle proprie possibilità. In una lettera del 1963 al sindaco di Spoleto Gianni Toscano, l'artista offre in dono la scultura in cambio di un appartamento dove allestire uno studio e poter quindi lavorare a Spoleto. Questo sarebbe stato un passo verso la realizzazione del progetto Carandente volto a creare un centro per artisti a Spoleto.
Beverly Pepper ha poi scelto Todi come sua residenza italiana.

### Le Affinità Patetichedi Leoncillo
Sono due elementi in terracotta smaltata ingobbiata, montati su basi in legno:
- cm 191,5 x 67 x 40
- cm 188 x 54 x 40

Vengono posizionate a ridosso delle absidi della Chiesa di Sant'Eufemia.
La scultura, il cui titolo si riferisce a  Le affinità elettive di Goethe, viene ritenuta dagli storici dell'arte una delle opere fondamentali di Leoncillo. Datata 1962, nel pieno della carriera artistica e caratterizzata dallo stile informale, l'opera si pone come sintesi tra l'ispirazione intellettuale dell'artista e la forma plastica astratta: due figure come metafora dell'umana esistenza e del rapporto patetico, cioè appassionato, tra i due sessi.
È stata acquistata nel 2000 dalla Fondazione Cassa di Risparmio di Spoleto e concessa in comodato d'uso al Museo Carandente, Palazzo Collicola - Arti visive, che la ospita in una sala interamente dedicata a Leoncillo.

### Teodelapiodi Alexander Calder

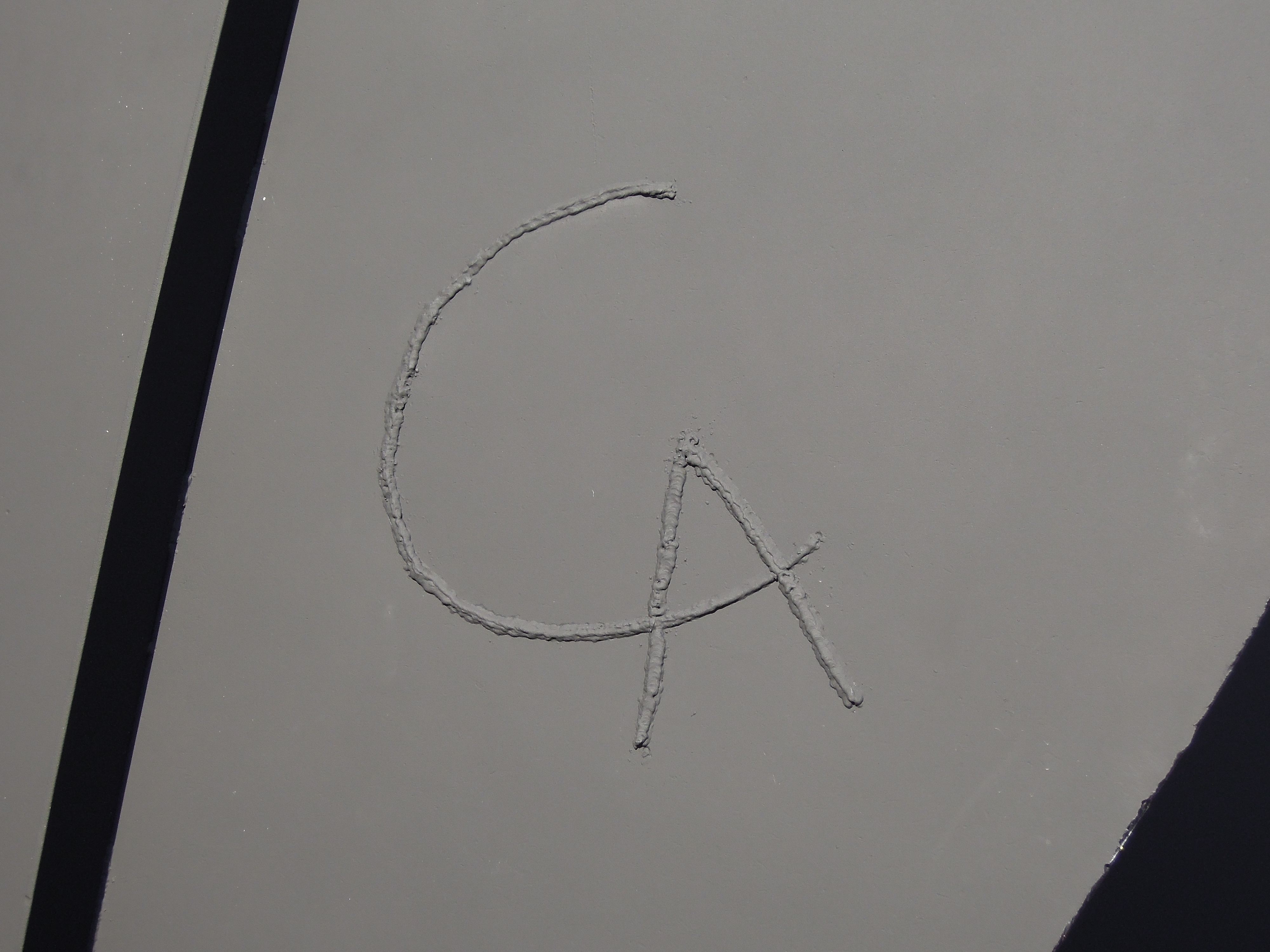
Firma di Calder sul Teodelapio

Il Teodelapio di Alexander Calder, prodotta per l'occasione diventa opera simbolo di questa mostra; l'artista crea una delle più grandi sculture moderne in ferro fino ad allora realizzate (alta 18 metri, larga 14 per un peso di circa 30 tonnellate).
Il monumentale stabile viene eseguito negli stabilimenti Italsider a Savona e viene chiamato Teodelapio dal nome di un antico duca longobardo. Fino ad allora nessuno aveva mai pensato a uno stabile tanto grande da riempire un'intera piazza, capace di inquadrare nell'arcata delle sue lamiere di ferro l'intero prospetto di una città. Nel 1962 Teodelapio è la più alta scultura in ferro del mondo. (Verrà superata da El Sol Rojo, alta 20.5 metri, costruita per i Giochi olimpici di Città del Messico nel 1968). 
Giovanni Carandente viene nominato conservatore a vita dello stabile.
Dopo il Teodelapio altri stabiles di Calder e altre sculture monumentali di molti altri autori si sono moltiplicati nelle città di ogni continente.

## Altre sculture in città

### Isamu Noguchi
Nel 1968 sulla scia del successo di Sculture nella città, anche Isamu Noguchi scultore, architetto, designer, scenografo statunitense di origine nipponica, volle offrire una sua proposta:
- Octetra Foto

Il progetto, affidato agli architetti Buckminster Fuller e Shoji Sadao, è un gioco per bambini e allo stesso tempo un'opera d'arte. Fu difficile trovare un'azienda che la realizzasse. Per interessamento dell'architetto Alberto Zanmatti si ottenne la disponibilità di una ditta di Roma, che realizzò in cemento la scultura modulare dipinta di rosso.
In occasione dell'XI Festival dei Due Mondi fu installata in piazza del Duomo, poi ai Giardini della Passeggiata, quindi in piazza Collicola, in una apposita piattaforma di fronte alla entrata del Museo Carandente. È ora collocata nel giardino di Palazzo Collicola.

### Anna Mahler
Figlia del famoso musicista Gustav Mahler, Anna Mahler ha vissuto e lavorato a Spoleto negli ultimi vent'anni della sua vita. Le opere donate alla città:
- La donna che beve http://www.myspoleto.it/show_image_ritaglio.php?filename=pagine_foto/576_annamahler3.JPG&newxsize=620&newysize=320[collegamento interrotto]. Si trova nel loggiato d'ingresso del Chiostro di San Nicolò.
- La donna che guarda il sole Foto Archiviato il 4 marzo 2016 in Internet Archive.. Si trovava nei giardini di Piazza della Signoria, ora è anch'essa provvisoriamente posizionata nel prato del Chiostro di San Nicolò, in attesa di essere ricollocata nel posto originario.

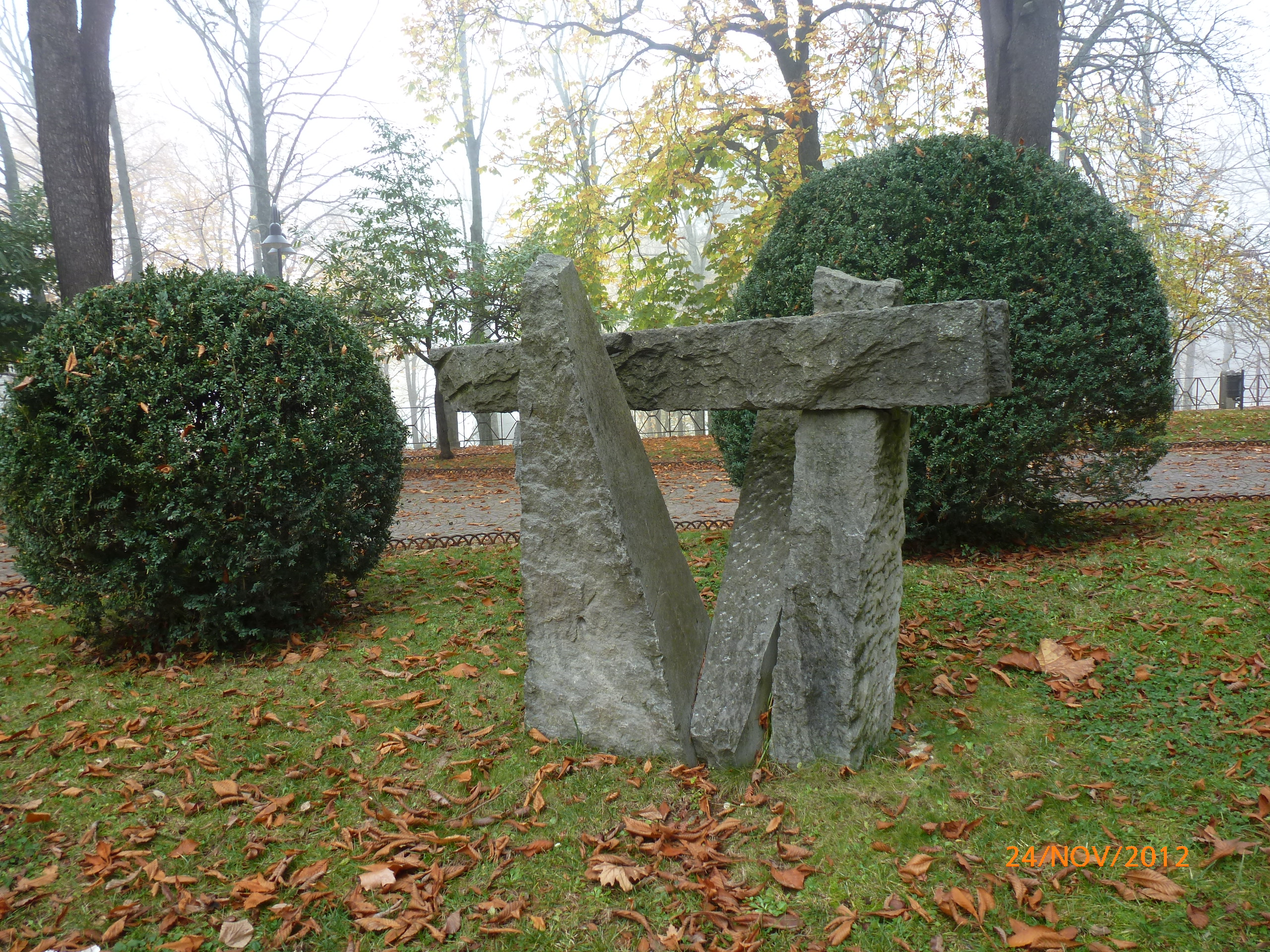
Agapito Miniucchi, Hant, (1984)

### Agapito Miniucchi
Nato a Rocca Sinibalda il 26 settembre 1923, Agapito Miniucchi vive e lavora a Narni e Todi. Muore a Terni l'8 marzo 2023.
Nel 1989 dona a Spoleto:
- Hant, scultura realizzata in basalto nel 1984. Inizialmente collocata dentro la Spoletosfera di Richard Buckminster Fuller, è stata poi trasferita nei giardini della Casina dell'ippocastano.

### Cristina Bonucci
Nasce nel 1965 a Spoleto dove vive e lavora. Nel 2000 progetta la sua prima grande scultura destinata a spazi aperti: 
- Componente del due, opera in ferro e lexan su basamento in cemento armato a vista. Viene installata in modo permanente lungo il Giro della Rocca, uno dei luoghi più suggestivi della città, nello stesso spazio dove nel 1962 venne posizionata Glenkiln Cross, opera di Henry Moore.

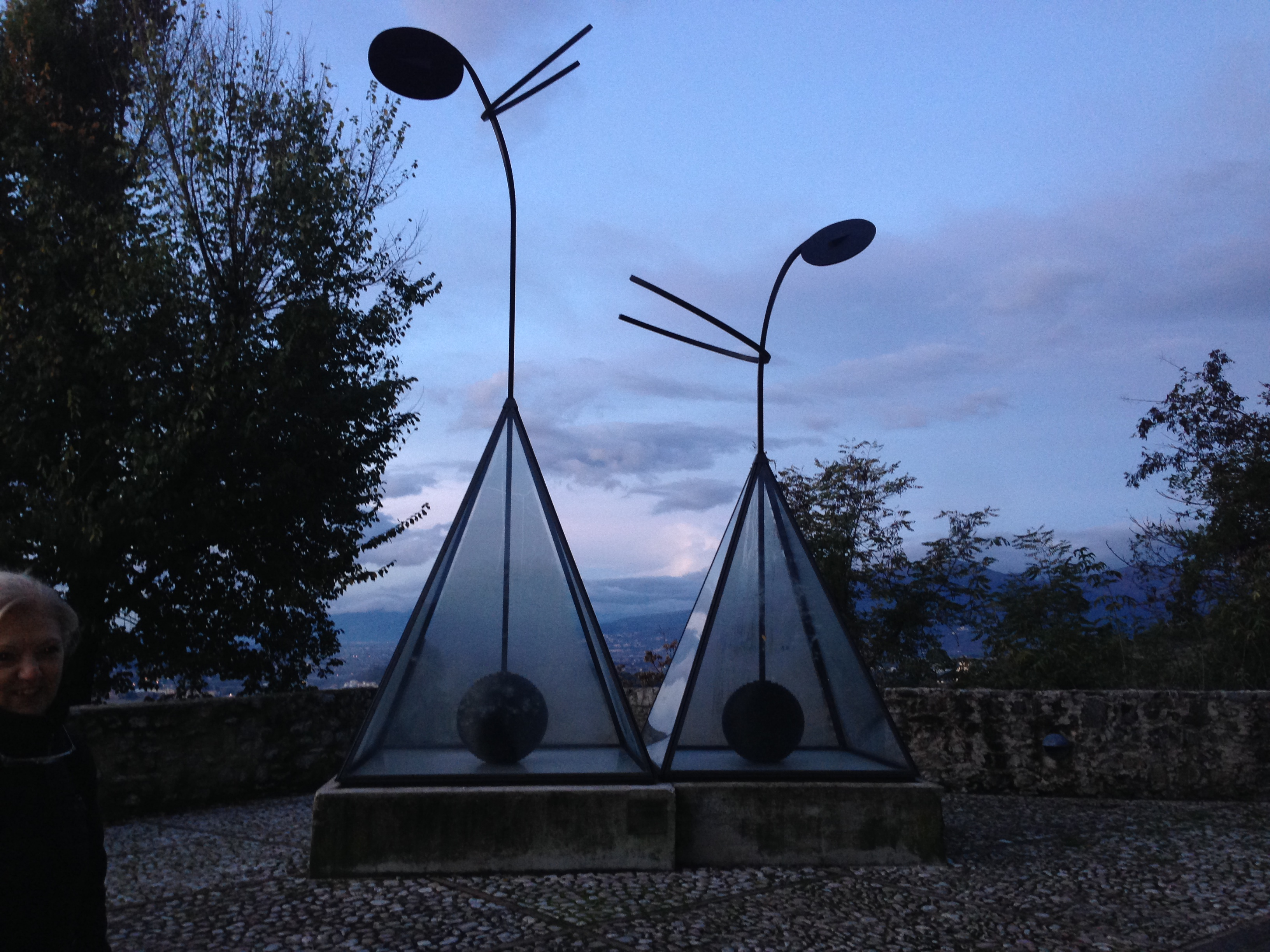
Componente del due, Giro della Rocca

## +50. Sculture in città tra memoria (1962) e presente (2012)
Nel 2012, a cinquant'anni dalla grande mostra del 1962, il Comune di Spoleto celebra la scultura contemporanea attraverso le opere di una cinquantina di artisti italiani dislocate tra il Museo Carandente e vari luoghi della città.
Fra loro: Giovanni Albanese, Robert Gligorov, Michelangelo Galliani, Gehard Demetz, Affiliati Peducci/Savini, Cristiano Chiarotti, Andrea Pinchi, Adrian Tranquilli, Franco Troiani, Jeffrey Isaac, Gaetano Bodanza, Michele Manzini, Michele Ciribifera, Mario Consiglio, Lucio Perone, Mario Cuppone, Raul Gabriel, Carlo Moggia, Umberto Cavenago, Silvano Tessarollo, Dario Ghibaudo, Peppe Perone, Karpuseeler, Maurizio Savini, Marcello Maugeri, Oliviero Rainaldi, Alessandra Pierelli, Angelo Bucarelli, Franco Menicagli, Matteo Peretti, Alex Pinna, Antonella Zazzera.

### Rassegna stampa del 1962
La stampa di tutto il mondo accorre a Spoleto incuriosita e ne scrive entusiasta, mentre quella italiana rimane fredda, quando non addirittura ostile e polemica nei confronti dei "mostri", come vengono definite le sculture.
Elenco dei principali articoli usciti nel 1962:
- G.M. Avanti!, Sculture nelle strade e nelle piazze di Spoleto, Milano, 19-04
- D.P. Il Tempo, Sculture del 2000 nelle vie antiche di Spoleto, Roma, 19-04
- Il Tempo, "Reclining figure" di Henry Moore, Roma, 27-04
- Walter Zetti, Nachrichten, Samstag, Etwa 70 moderne Plastiken im Stadtbild Spoletos, 05-05
- Ivana Musiani, Paese Sera, Colossali statue per le vie di Spoleto, Roma 12-05
- Camilla Cederna, L'Espresso, Il lato debole. Glicini per Beverly, Milano, 20-05
- Il Tempo, Cominciano ad arrivare le grosse sculture che trasformeranno Spoleto in una immensa galleria, Roma, 23-05
- Il Quotidiano, Galleria d'arte nelle vie di Spoleto, Roma, 06-06
- Filippo Bandini, Il Giornale d'Italia, Sculture nella città al Festival di Spoleto, Roma, 15/16-06
- New York Times, Spoleto Festival to have sculpture, New York, 17-06
- David Sylvester, The Sunday Times, The Spoleto experiment, giugno
- Liliana Gregorin, L'Automobile, a. XVIII, n. 28, Sculture e non vigili agli incroci, Roma, 15-07
- Enrico Gasparrini, Il Messaggero, Forme pure e libera fantasia nella rassegna artistica spoletina, Roma, 16-07
- Vittore Querèl, Giornale di Sicilia, Scultura di venticinque tonnellate giunta a Spoleto dagli altiforni liguri, Palermo, 20-07
- Lorenza Trucchi, Il Gazzettino, Una mostra favolosa nella notte di Spoleto, 21-07
- Il Corriere dell'Umbria, Vivaci critiche perugine alle sculture di Spoleto, Perugia, 27-07
- Marianne Adelmann, The Studio, Sculpture in the streets, luglio
- Giorgio Di Genova, Nuova generazione, a. VII, n. 30, Integrazione o invasione?, Roma 5-08
- Michel Chilo, Combat le journal de Paris, Sculptures dans la cité à Spoleto, Parigi, 20-08
- William McHale, Times, A Town Full of Sculpture - Modern art in old Spoleto, 24-08
- Time the weekly newsmagazine, Modern art in old Spoleto, New York, 24-08
- Marco Valsecchi, Rivista Italsider, a. III, n. 4, Sculture nella città, Genova, agosto-settembre
- Paquerette Villeneuve, Aujord'hui, art et architecture, n. 38,  Les arts plastiques à Spoleto, Parigi, settembre
- Il Popolo, Mostre a Spoleto, Roma, 02-09
- Al Gundì, Un'esposizione nelle vie, 04-09
- Life, Sculpture Alfresco in Spoleto, new York, 07-09
- Piero Dallamano, Paese Sera, La statua più alta del mondo attende il suo destino, Roma, 26/27-09
- Il Messaggero, Polemica chiusa per le "sculture nella città" ormai sul piede di progressiva smobilitazione, Roma, 27-09
- Giorgio Pecorini, L'Europeo, a. XVIII, n. 39, Videro le muse negli altiforni, Milano, 30-09
- B. L'Italia, Statue moderne nell'antica Spoleto, Roma, settembre
- Carlo Belli, Domus, n. 394, A Spoleto, "Sculture nella città", Milano, settembre
- Life international, Sculpture Alfresco in Spoleto, Londra, 08-10
- Sandro Cova, Il Giorno, Non li ferma nemmeno lo spettro di Lucrezia, Milano, 25-10
- Giovanni Carandente, Spoletium, 11, Sculture nella città, Spoleto, dicembre
- Umbro Apollonio, "La Biennale di Venezia, arte, cinema, musica, teatro", a. XII, nn. 46-47, Sculture nella città, Venezia, dicembre